# Obrunngraben
Der Obrunngraben, auch Obrunnbach genannt, ist ein rechter Zufluss der Mümling im Odenwaldkreis in Hessen im Odenwald.

## Geographie

### Verlauf

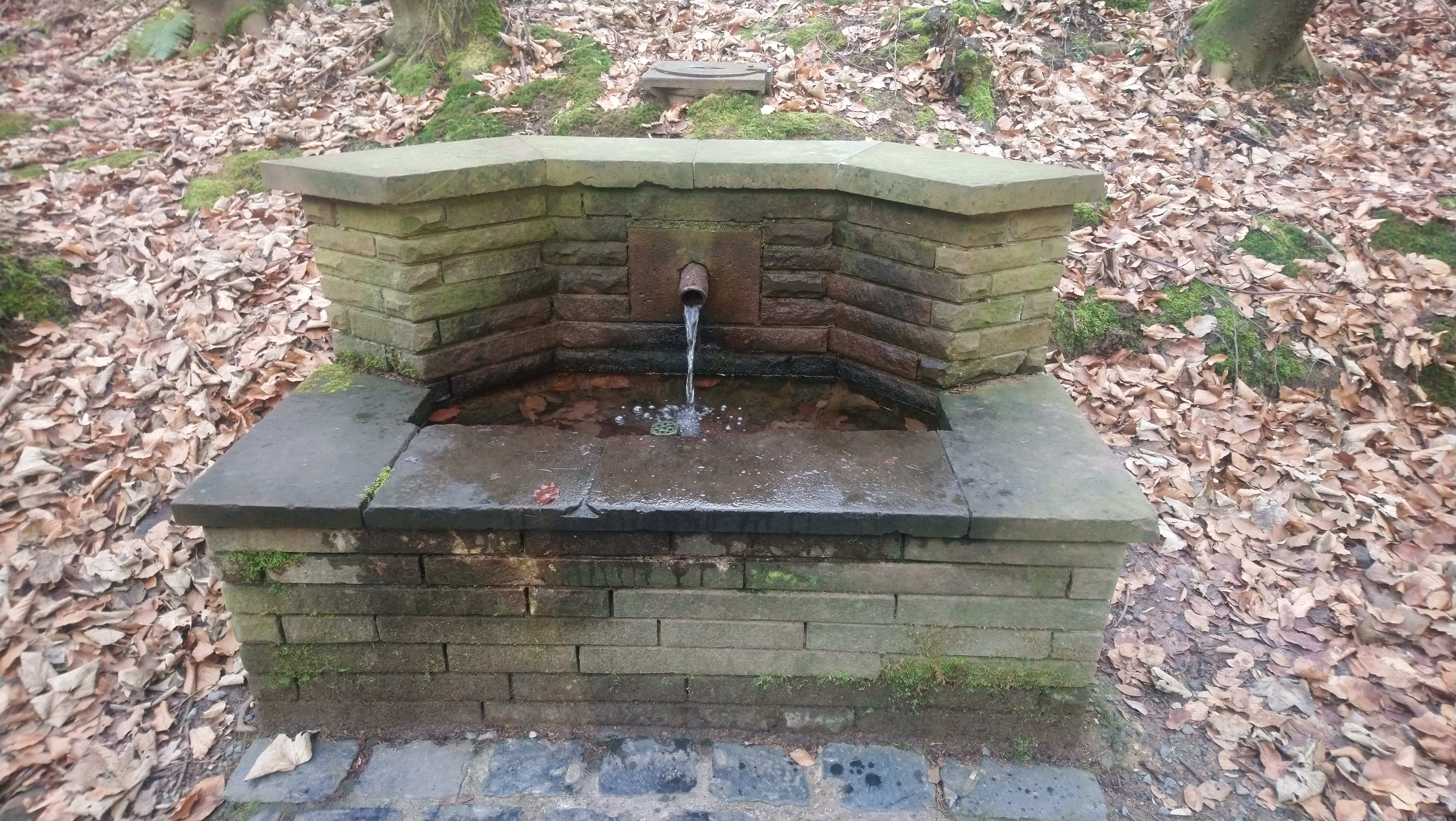
Quelle des Obrunngrabens am oberen Ende der Obrunnschlucht

Der Obrunngraben entspringt in der weithin bekannten Obrunnschlucht, südwestlich von Rimhorn einer gefassten Quelle auf etwa 245 m ü. NHN. Er durchfließt die enge Schlucht parallel zur L 3106 und wird an den Miniaturgebäuden mehrfach zu kleinen Teichen gestaut. Sein Wasser versickert zeitweise für mehrere Streckenabschnitte im Untergrund, sodass das Bachbett an manchen Stellen trocken liegt. Nachdem der Obrunngraben die Obrunnschlucht verlassen hat, fließt er verrohrt durch Höchst im Odenwald, wo er auf ungefähr 150 m ü. NHN in die Mümling mündet.

### Flusssystem Mümling
- Fließgewässer im Flusssystem Mümling